# Morane-Saulnier Rallye
Morane-Saulnier/SOCATA Rallye – francuski samolot turystyczny i szkolno-treningowy opracowany pod koniec lat 50. XX wieku przez przedsiębiorstwo Morane-Saulnier, którego produkcję kontynuowało następnie przedsiębiorstwo SOCATA.
Prototyp samolotu oblatano w 1958 roku, a produkcję seryjną rozpoczęto w 1961 roku. Samolot Rallye, produkowany w licznych odmianach (MS.880-887; MS.980-985), sprzedawany był zarówno na rynku cywilnym jak i wojskowym. W 1976 roku licencję na produkcję samolotu sprzedano polskim Państwowym Zakładom Lotniczym, gdzie samolot produkowano pod nazwą PZL-110 Koliber. Łącznie, do 1988 roku, we Francji zbudowano ponad 3500 egzemplarzy samolotu. 
Samolot Rallye jest jednosilnikowym dolnopłatem o metalowej konstrukcji półskorupowej, ze stałym podwoziem i dwułopatowym śmigłem. W zależności od wersji samolot mieści od jednej do czterech osób.

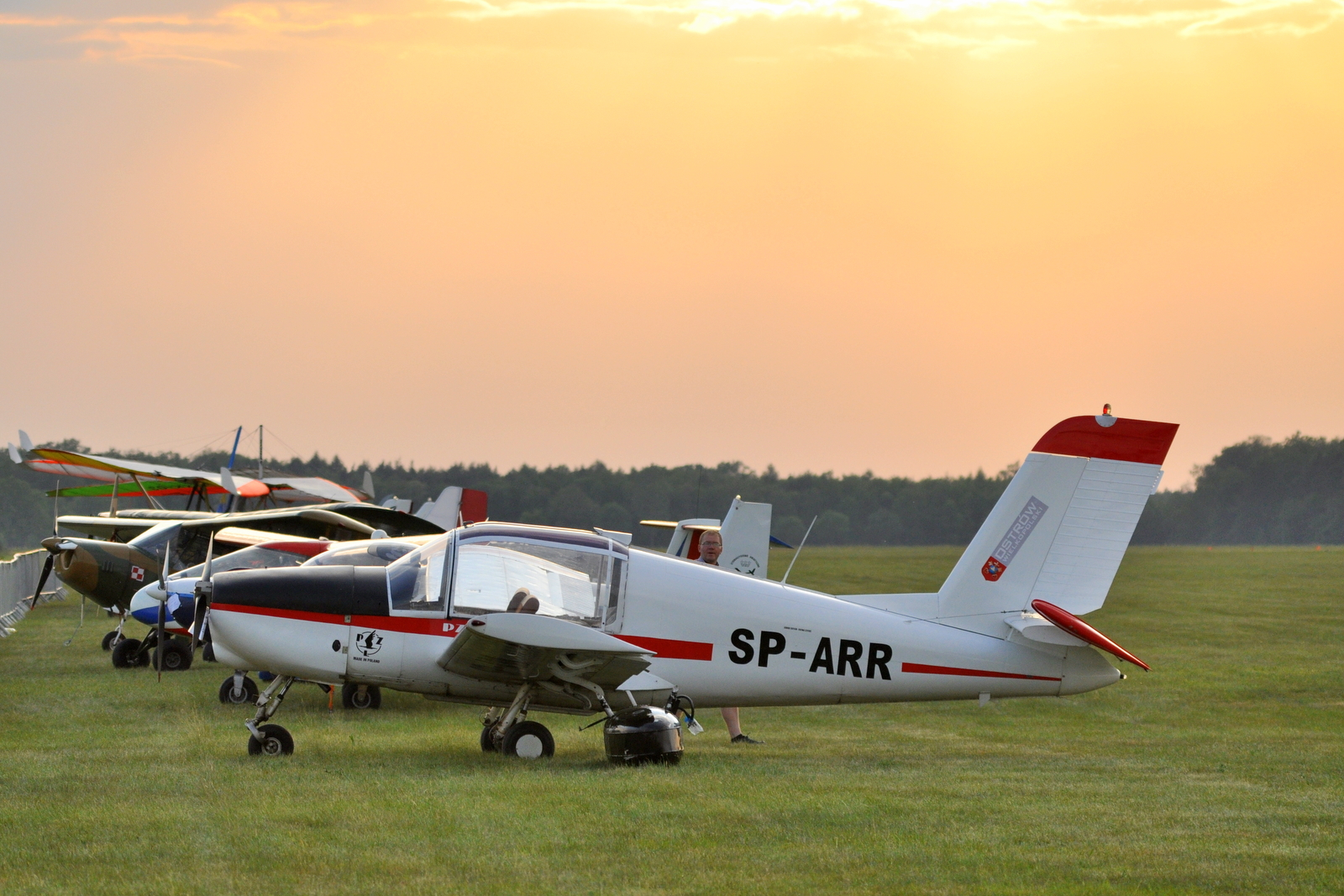
PZL-110 Koliber na lotnisku aeroklubu ostrowskiego